# INVITE of Death
INVITE of Death je typ útoku na VoIP-systém, který zahrnuje odesílání poškozeného či jinak nebezpečného SIP INVITE požadavku na telefonní server, což vede k havárii serveru. Toto poškození způsobuje výrazné narušení uživatelů a přináší obrovské akceptačních problémy s VoIP. Tyto druhy útoků nemusí nutně týkat pouze systémů na bázi SIP, všechny implementace se zranitelnými místy v oblasti VoIP jsou ovlivněny.Útok DoS může být také přepravovány v jiné zprávy než INVITE.

## VoIP servery
INVITE of Death byl nalezen 16. února 2009. Chyba zabezpečení umožňuje útočníkovi způsobit pád serveru pomocí vzdálené Denial of Service (DoS), zasláním jediného škodlivého paketu. Pomocí škodlivých paketů, se mohou číst konkrétní řetězce vyrovnávací paměti, přidávat velké množství symbolických znaků a upravovat pole nelegálním způsobem. Výsledkem je, že server je přiveden do nedefinovaného stavu, což může vést ke zpoždění zpracování, neoprávněnému přístupu a kompletnímu odmítnutí služby. Problém konkrétně existuje v OpenSBC verze 1.1.5-25 při manipulaci s polem "Via" z upraveného SIP paketu.
INVITE of Death je specificky problém pro operátory, kteří provozují své servery na veřejného internetu. Vzhledem k tomu, SIP umožňuje použit UDP pakety, u kterých lze snadno zfalšovat zdrojovou adresu na internetu a posílat INVITE of Death z nevystopovatelných míst. Pravidelných zasíláním těchto žádosti mohou útočníci zcela přerušit telefonní služby. Jedinou volbou pro poskytovatele služeb je upgrade systému dřív než dojde k útoku.

## VoIP telefony
U VoIP telefonů existuje velké množství zranitelností. DoS útoky na VoIP telefony jsou méně kritické než útoky na centrální zařízení, jako jsou IP-PBX, obvykle je ovlivněn pouze koncový bod.